# Diskografija Taylor Swift
Diskografija Taylor Swift, američke country pop pjevačice, obuhvaća devet studijskih albuma, pet produženih predstava (EP), tri albuma uživo i jedan album kompilacije.S procijenjenom prodajom od preko 50 milijuna albuma u prosincu 2016. godine, Swift je jedana od najprodavanijih glazbenih umjetnika. Ona je prva umjetnica koja ima četiri albuma koji se prodaju u više od milijun primjeraka u prvom tjednu na Bilbordu 200. Prema Američkom udruženju za snimanje zvuka (RIAA), Swift je akumulirao 46 milijuna certificiranih albumskih jedinica u Sjedinjenim Državama.
Swiftina karijera započela je izdavanjem diskografske kuće s Big Machine Recordsom 2005. i izdavanjem istoimenog albuma, Taylor Swift (2006.) sljedeće godine. Swiftin drugi studijski album, Fearless (2008.), postigao je revolucionarni komercijalni uspjeh. Bio je jedini album iz 2000-ih koji je godinu dana izdanja proveo među prvih 10. Album je certificiran Diamond od strane Recording Industry Association of America (RIAA). Njezin treći studijski album, samostalno napisan Speak Now (2010.), proveo je šest tjedana na vrhu Billboard 200, te je također bio na vrhu ljestvice u Australiji, Kanadi, Novom Zelandu i Sjedinjenim Državama kao i prva dva albuma.
Godine 2012. njezin četvrti studijski album Red zauzeo je prvo mjesto na ljestvicama u Australiji, Kanadi, Irskoj, Novom Zelandu, Sjedinjenim Državama, gdje je proveo sedam tjedana pod brojem jedan, i u Ujedinjenom Kraljevstvu. Swift je svoj četvrti broj jedan u SAD-u postigla s albumom 1989 (2014.). Proveo je 11 tjedana na vrhu Billboard 200 ljestvice. Također je bio na vrhu ljestvica u Australiju, Kanadu i Novi Zeland. 1989. prodana je u više od 10 milijuna primjeraka širom svijeta. Njezin šesti studijski album, reputation (2017.), bio je njezin četvrti album zaredom koji je debitirao na prvom mjestu Billboard 200 s prodajom od preko milijun primjeraka u prvom tjednu. Proveo je četiri tjedna na vrhu ljestvice i bio je najprodavaniji album 2017. u Sjedinjenim Državama.
Na kraju reputation ere u 2018. godini, Swift je napustila Big Machine i potpisala je ugovor s izdavačkom kućom Universal Music Group Republic Records. Njezin sedmi studijski album, Lover (2019), bio je najprodavaniji album u Sjedinjenim Državama i najprodavaniji studijski album širom svijeta. Swiftov osmi studijski album, folklore (2020.), oborio je rekord u većini streamova albuma prvog dana od strane umjetnice na Spotifyu. Provevši osam tjedana na vrhu Billboard 200, folklor je pomogao Swiftu da skupi 48 tjedana na prvom mjestu, čineći je ženom s najviše tjedana na vrhu ljestvice. Krajem 2020. Swift je izbacila još jedan studijski album pod imenom evermore (2020.) koji je, po Swift, "sestrinski album" Folklore-u. Tijekom 2021. godine Taylor je objavila dva reizdanja svojih albuma: Fearless (Taylor's Version) (9. travnja 2021.) i Red (Taylor's Version) (12. studenoga 2021.). Na dodjeli nagrada MTV Video Music Awards 28. kolovoza 2022., nakon što je osvojila najprestižniju nagradu za video godine (za kratki film "All Too Well" koji je režirala), Taylor je najavila da će njezin deseti studijski album Midnights izaći 21. listopada 2022.

## Studijski albumi
| Godina | Album | Ljestvice | Ljestvice | Ljestvice | Ljestvice | Ljestvice | Ljestvice | Ljestvice | Ljestvice | Ljestvice | Ljestvice | Certifikacije |
| Godina | Album | US        | AUS       | CAN       | FRA       | GER       | IRE       | JPN       | NZ        | SWE       | UK        | Certifikacije |
| ------ | --- | --------- | --------- | --------- | --------- | --------- | --------- | --------- | --------- | --------- | --------- | --- |
| 2006.  | Taylor Swift - Objavljen: 24. listopada 2006. - Izdavač: Big Machine - Formati: CD, digitalno preuzimanje, vinil                         | 5         | 33        | 14        | —         | —         | 59        | 53        | 38        | —         | 81        | - RIAA: 7× Platinum - ARIA: Platinum - BPI: Gold - MC: 2× Platinum                                                                                                  |
| 2008.  | Fearless - Objavljen: 11. studenog 2008. - Izdavač: Big Machine - Formati: CD, digitalno preuzimanje, vinil                              | 1         | 2         | 1         | 26        | 12        | 7         | 8         | 1         | 12        | 5         | - RIAA: Diamond - ARIA: 7× Platinum - BPI: Platinum - BVMI: Gold - IRMA: 2× Platinum - MC: 4× Platinum - RIAJ: Gold - RMNZ: 3× Platinum                             |
| 2010.  | Speak Now - Objavljen: 25. listopada 2010. - Izdavač: Big Machine - Formati: CD, digitalno preuzimanje, vinil                            | 1         | 1         | 1         | 39        | 15        | 6         | 6         | 1         | 18        | 6         | - RIAA: 6× Platinum - ARIA: 2× Platinum - BPI: Gold - IRMA: Gold - MC: 3× Platinum - RIAJ: Gold - RMNZ: Platinum                                                    |
| 2012.  | Red - Objavljen: 22. listopada 2012. - Izdavač: Big Machine - Formati: CD, digitalno preuzimanje, vinil                                  | 1         | 1         | 1         | 30        | 5         | 1         | 3         | 1         | 8         | 1         | - RIAA: 7× Platinum - ARIA: 4× Platinum - BPI: 2× Platinum - BVMI: Gold - IFPI SWE: Gold - IRMA: Platinum - MC: 4× Platinum - RIAJ: Platinum - RMNZ: 2× Platinum    |
| 2014.  | 1989 - Objavljen: 27. listopada 2014. - Izdavač: Big Machine - Formati: CD, digitalno preuzimanje, vinil                                 | 1         | 1         | 1         | 9         | 4         | 1         | 3         | 1         | 23        | 1         | - RIAA: 9× Platinum - ARIA: Diamond - BPI: 4× Platinum - BVMI: Platinum - FIMI: Gold - IFPI SWE: Gold - MC: 6× Platinum - RIAJ: Platinum - RMNZ: 3× Platinum        |
| 2017.  | reputation - Objavljen: 11. studenoga 2017. - Izdavač: Big Machine - Formati: CD, digitalno preuzimanje, vinil                           | 1         | 1         | 1         | 16        | 2         | 1         | 3         | 1         | 2         | 1         | - RIAA: 3× Platinum - ARIA: 2× Platinum - BPI: Platinum - IFPI SWE: Gold - RIAJ: Gold - RMNZ: 2× Platinum                                                           |
| 2019.  | Lover - Objavljen: 23. kolovoza 2019. - Izdavač: Republic Records - Formati: CD, digitalno preuzimanje, vinil                            | 1         | 1         | 1         | 5         | 2         | 1         | 3         | 1         | 1         | 1         | - RIAA: 2× Platinum - ARIA: 2× Platinum - BPI: Gold - RMNZ: Platinum                                                                                                |
| 2020.  | folklore - Objavljen: 24. srpnja 2020. - Izdavač: Republic Records - Formati: CD, digitalno preuzimanje, vinil                           | 1         | 1         | 1         | 12        | 5         | 1         | 8         | 1         | 3         | 1         | - RIAA: Platinum - BPI: Gold - RMNZ: Platinum |
| 2020.  | evermore - Objavljen: 11. prosinca 2020. - Izdavač: Republic Records - Formati: CD, digitalno preuzimanje, vinil                         | 1         | 1         | 1         | 2         | 68        | 2         | 16        | 1         | 3         | 1         | - ARIA: Gold - BPI: Gold - IFPI DEN: Gold - MC: Gold - RMNZ: Gold                                                                                                   |
| 2022.  | Midnights - Objavljen: 21. listopada 2022. - Izdavač: Republic Records - Formati: CD, vinil, digitalno izdanje, kazeta                   | 1         | 1         | 1         | 1         | 1         | 1         | 7         | 1         | 1         | 1         | * RIAA: 2× Platinum - ARIA: 3× Platinum - BPI: 3× Platinum - IFPI DEN: 2× Platinum - IFPI NOR: Gold - MC: 6× Platinum - PROMUSICAE: 2× Platinum - RMNZ: 5× Platinum |
| 2024.  | The Tortured Poets Department - Objavljen: 19. travnja 2024. - Izdavač: Republic Records - Formati: CD, vinil, digitalno izdanje, kazeta | 1         | 1         | 1         | 1         | 1         | 1         | 7         | 1         | 1         | 1         | * RIAA: 6× Platinum - ARIA: 3× Platinum - BPI: 3× Platinum - IFPI DEN: 2× Platinum - MC: 5× Platinum - PROMUSICAE: 2× Platinum - RMNZ: 4× Platinum                  |
| 2025.  | The Life of a Showgirl - Objavljen: 3. listopada 2025. - Izdavač: Republic Records - Formati: CD, vinil, digitalno izdanje, kazeta       | —         | —         | —         | —         | —         | —         | —         | —         | —         | —         | |

## Reizdanja
| Godina | Album | Ljestvice | Ljestvice | Ljestvice | Ljestvice | Ljestvice | Ljestvice | Ljestvice | Ljestvice | Ljestvice | Ljestvice | Certifikacije |
| Godina | Album | US        | AUS       | CAN       | FRA       | GER       | IRE       | JPN       | NZ        | SWE       | UK        | Certifikacije |
| ------ | --- | --------- | --------- | --------- | --------- | --------- | --------- | --------- | --------- | --------- | --------- | --- |
| 2021.  | Fearless (Taylor's Version) - Objavljen: 9. travnja 2021. - Izdavač: Republic Records - Formati: CD, digitalno preuzimanje, vinil | 1         | 1         | 1         | 8         | 26        | 1         | 13        | 1         | 17        | 1         | * ARIA: Platinum - BPI: Gold - IFPI DEN: Gold - MC: 2× Platinum - PROMUSICAE: Gold - RMNZ: 2× Platinum                   |
| 2021.  | Red (Taylor's Version) - Objavljen: 19. studeni 2021. - Izdavač: Republic Records - Formati: CD, digitalno preuzimanje, vinil     | 1         | 1         | 1         | 3         | 8         | 1         | 15        | 1         | 8         | 1         | * ARIA: Platinum - BPI: Platinum - IFPI DEN: Platinum - MC: 3× Platinum - PROMUSICAE: Gold - RMNZ: 3× Platinum           |
| 2023.  | Speak Now (Taylor's Version) - Objavljen: 7. srpnja 2023. - Izdavač: Republic Records - Formati: CD, digitalno preuzimanje, vinil | 1         | 1         | 1         | 6         | 1         | 1         | 2         | 1         | 1         | 1         | * ARIA: Platinum - BPI: Platinum - IFPI DEN: Gold - MC: 2× Platinum - PROMUSICAE: Gold - RMNZ: Platinum                  |
| 2023.  | 1989 (Taylor's Version) - Objavljen: 27. listopada 2023. - Izdavač: Republic Records - Formati: CD, digitalno preuzimanje, vinil  | 1         | 1         | 1         | 1         | 1         | 1         | 1         | 1         | 1         | 1         | * ARIA: 2× Platinum - BPI: 2× Platinum - IFPI DEN: Platinum - MC: 3× Platinum - PROMUSICAE: Platinum - RMNZ: 2× Platinum |

## Uživo albumi
| Naziv Albuma                                                       | Detalji albuma                                                                                       |
| ------------------------------------------------------------------ | --- |
| Speak Now World Tour – Live                                        | - Objavljen: 21 studeni 2011 - Izdavač: Big Machine - Formati: Digital download, CD+DVD, CD+Blu-ray  |
| Live from Clear Channel Stripped 2008                              | - Objavljen: 23. travnja 2011 - Izdavač: Big Machine - Formati: Digital download, CD+DVD, CD+Blu-ray |
| Folklore: The Long Pond Studio Sessions (from the Disney+ Special) | - Objavljen: 24. studeni 2020 - Izdavač: Republic - Formati: Digital download, CD+DVD, CD+Blu-ray    |

## EP-ovi
| Album                                                     | Detalji albuma                                                                      | Ljestvice | Ljestvice |
| Album                                                     | Detalji albuma                                                                      | US        | JPN       |
| --------------------------------------------------------- | ----------------------------------------------------------------------------------- | --------- | --------- |
| The Taylor Swift Holiday Collection                       | - Objavljen: 14. listopada 2007. - Izdavač: Big Machine - Formati: Digital album    | —         | —         |
| Rhapsody Originals                                        | - Objavljen: Studeni 2007. - Izdavač: Big Machine - Formati: Digital album          | —         | —         |
| iTunes Live from SoHo                                     | - Objavljen: 15. siječnja 2008. - Izdavač: Big Machine - Formati: Digital download  | —         | —         |
| Sounds of the Season: The Taylor Swift Holiday Collection | - Released: 14. listopada 2007. - Label: Big Machine - Format: CD, digital download | 20        | 76        |
| Beautiful Eyes                                            | - Released: 15. srpnja 2008. - Label: Big Machine - Format: CD, digital download    | 9         | —         |

## Kompilacije isključivo za streaming
| Album                                                                        | Detalji albuma                                       |
| ---------------------------------------------------------------------------- | ---------------------------------------------------- |
| Spotify Singles                                                              | - Objavljen: 13. travnja 2018 - Izdavač: Big Machine |
| Folklore: The Escapism Chapter                                               | - Objavljen: 21. kolovoza 2020. - Izdavač: Republic  |
| Folklore: The Sleepless Nights Chapter                                       | - Objavljen: 24. kolovoza 2020. - Izdavač: Republic  |
| Folklore: The Saltbox House Chapter                                          | - Objavljen: 27. kolovoza 2020. - Izdavač: Republic  |
| Folklore: The Yeah I Showed Up at Your Party Chapter                         | - Objavljen: 21. rujna 2020. - Izdavač: Republic     |
| Willow (The Witch Collection)                                                | - Objavljen: 16. prosinca 2020. - Izdavač: Republic  |
| The "Dropped Your Hand While Dancing" Chapter                                | - Objavljen: 21. siječnja 2021. - Izdavač: Republic  |
| The "Forever is the Sweetest Con" Chapter                                    | - Objavljen: 28. siječnja 2021. - Izdavač: Republic  |
| The "Ladies Lunching" Chapter                                                | - Objavljen: 4. veljače 2021. - Izdavač: Republic    |
| Fearless (Taylor's Version): The Halfway Out the Door Chapter                | - Objavljen: 13. svibnja 2021. - Izdavač: Republic   |
| Fearless (Taylor's Version): The Kissing in the Rain Chapter                 | - Objavljen: 19. svibnja 2021. - Izdavač: Republic   |
| Fearless (Taylor's Version): The I Remember What You Said Last Night Chapter | - Objavljen: 24. svibnja 2021. - Izdavač: Republic   |
| Fearless (Taylor's Version): The From the Vault Chapter                      | - Objavljen: 26. svibnja 2021. - Izdavač: Republic   |
| Red (Taylor's Version): Could You Be the One Chapter                         | - Objavljen: 13. siječnja 2022. - Izdavač: Republic  |
| Red (Taylor's Version): She Wrote a Song About Me Chapter                    | - Objavljen: 18. siječnja 2022. - Izdavač: Republic  |
| Red (Taylor's Version): The Slow Motion Chapter                              | - Objavljen: 25. siječnja 2022. - Izdavač: Republic  |
| Red (Taylor's Version): From the Vault Chapter                               | - Objavljen: 31. siječnja 2022. - Izdavač: Republic  |
| Taylor Swift's Fountain Pen Songs                                            | - Objavljen: 22. listopada 2022. - Izdavač: Republic |
| Taylor Swift's Glitter Gel Pen Songs                                         | - Objavljen: 22. listopada 2022. - Izdavač: Republic |
| Taylor Swift's Quill Pen Songs                                               | - Objavljen: 22. listopada 2022. - Izdavač: Republic |
| Anti-Hero (Remixes)                                                          | - Objavljen: 11. studenog 2022. - Izdavač: Republic  |
| Lavender Haze (Remixes)                                                      | - Objavljen: 3. ožujka 2023. - Izdavač: Republic     |
| The More Fearless (Taylor's Version) Chapter                                 | - Objavljen: 17. ožujka 2023. - Izdavač: Republic    |
| The More Lover Chapter                                                       | - Objavljen: 17. ožujka 2023. - Izdavač: Republic    |
| The More Red (Taylor's Version) Chapter                                      | - Objavljen: 17. ožujka 2023. - Izdavač: Republic    |
| The Cruelest Summer                                                          | - Objavljen: 18. listopada 2023. - Izdavač: Republic |
| I Love You, It's Ruining My Life Songs                                       | - Objavljen: 5. travnja 2024. - Izdavač: Republic    |
| You Don't Get to Tell Me About Sad Songs                                     | - Objavljen: 5. travnja 2024. - Izdavač: Republic    |
| Am I Allowed to Cry? Songs                                                   | - Objavljen: 5. travnja 2024. - Izdavač: Republic    |
| Old Habits Die Screaming Songs                                               | - Objavljen: 5. travnja 2024. - Izdavač: Republic    |
| I Can Do It with a Broken Heart Songs                                        | - Objavljen: 5. travnja 2024. - Izdavač: Republic    |
| The Tortured Poets Department \| TS The Eras Tour Setlist Chapter            | - Objavljen: 3. listopada 2024. - Izdavač: Republic  |
| And, Baby, That's Show Business For You                                      | - Objavljen: 12. kolovoza 2024. - Izdavač: Republic  |

## Videospotovi
| Godina | Video                                     | Redatelj                  |
| ------ | ----------------------------------------- | ------------------------- |
| 2006.  | "Tim McGraw"                              | Trey Fanjoy               |
| 2007.  | "Teardrops on My Guitar"                  | Trey Fanjoy               |
| 2007.  | "Our Song"                                | Trey Fanjoy               |
| 2008.  | "I'm Only Me When I'm with You"           | Taylor Swift              |
| 2008.  | "Picture to Burn"                         | Trey Fanjoy               |
| 2008.  | "Beautiful Eyes"                          | Unknown                   |
| 2008.  | "Change"                                  | Shawn Robbins             |
| 2008.  | "Love Story"                              | Trey Fanjoy               |
| 2009.  | "White Horse"                             | Trey Fanjoy               |
| 2009.  | "The Best Day"                            | Taylor Swift              |
| 2009.  | "You Belong with Me"                      | Roman White               |
| 2009.  | "Fifteen"                                 | Roman White               |
| 2010.  | "Fearless"                                | Todd Cassetty             |
| 2010.  | "Mine"                                    | Roman White, Taylor Swift |
| 2011.  | "Back to December"                        | Yoann Lemoine             |
| 2011.  | "Mean"                                    | Declan Whitebloom         |
| 2011.  | "The Story of Us"                         | Noble Jones               |
| 2011.  | "Sparks Fly"                              | Christian Lamb            |
| 2011.  | "Ours"                                    | Declan Whitebloom         |
| 2012.  | "Safe & Sound"                            | Philip Andelman           |
| 2012.  | "Long Live"                               | Eduardo Levy              |
| 2012.  | "Both of Us"                              | Jake Nava                 |
| 2012.  | "We Are Never Ever Getting Back Together" | Declan Whitebloom         |
| 2012.  | "Begin Again"                             | Philip Andelman           |
| 2012.  | "I Knew You Were Trouble"                 | Anthony Mandler           |
| 2013.  | "22"                                      | Anthony Mandler           |
| 2013.  | "Highway Don't Care"                      | Shane C. Drake            |
| 2013.  | "Everything Has Changed"                  | Philip Andelman           |
| 2013.  | "Red"                                     | Kenny Jackson             |
| 2013.  | "The Last Time"                           | Terry Richardson          |
| 2014.  | "Shake It Off"                            | Mark Romanek              |
| 2014.  | "Blank Space"                             | Joseph Kahn               |
| 2015.  | "Style"                                   | Kyle Newman               |
| 2015.  | "Bad Blood"                               | Joseph Kahn               |
| 2015.  | "Wildest Dreams"                          | Joseph Kahn               |
| 2015.  | "Out of the Woods"                        | Joseph Kahn               |
| 2016.  | "New Romantics"                           | Jonas Åkerlund            |
| 2017.  | "I Don't Wanna Live Forever"              | Grant Singer              |
| 2017.  | "Look What You Made Me Do"                | Joseph Kahn               |
| 2017.  | "...Ready for It?"                        | Joseph Kahn               |
| 2018.  | "End Game"                                | Joseph Kahn               |
| 2018.  | "Delicate"                                | Joseph Kahn               |
| 2018.  | "Delicate" (Vertical version)             | Taylor Swift              |
| 2018.  | "Babe"                                    | Anthony Mandler           |
| 2019.  | "Me!"                                     | Dave Meyers               |
| 2019.  | "You Need To Calm Down"                   | Drew Kirsch               |
| 2019.  | "Lover"                                   | Drew Kirsch               |
| 2019.  | "Christmas Tree Farm"                     | Taylor Swift              |
| 2020.  | "The Man"                                 | Taylor Swift              |
| 2020.  | "cardigan"                                | Taylor Swift              |
| 2020.  | "Cardigan (Cabin in Candlelight Version)  | Taylor Swift              |
| 2020.  | "willow"                                  | Taylor Swift              |
| 2021.  | "The Best Day" (Taylor's Version)         | Taylor Swift              |
| 2021.  | "Renegade"                                | Michael Brown             |
| 2021.  | "I Bet You Think About Me                 | Blake Lively              |
| 2022.  | "The Joker and the Queen"                 | Emil Nava                 |
| 2022.  | "Anti-Hero"                               | Taylor Swift              |
| 2022.  | "Bejeweled"                               | Taylor Swift              |
| 2023.  | "Lavender Haze"                           | Taylor Swift              |
| 2023.  | "Karma"                                   | Taylor Swift              |
| 2023.  | "I Can See You"                           | Taylor Swift              |
| 2024.  | "Fortnight"                               | Taylor Swift              |
| 2024.  | "I Can Do It with a Broken Heart"         | Taylor Swift              |